# おはようサタデー九州沖縄
『おはようサタデー九州沖縄』（おはようサタデーきゅうしゅうおきなわ）は、1993年4月10日から2014年3月末までNHK福岡放送局を拠点に九州・沖縄各県を結んで、土曜日の朝に放送されていた『NHKニュースおはよう日本』の地域情報番組。

## 概要
- 土曜日と祝日が重なった場合は原則として休止され、「NHKニュースおはよう日本」が祝日フォーマットで放送される。
- 番組は原則福岡局の男性アナウンサーと女性キャスターの各1名で進行していくが、2009年度は熊本局から転勤したばかりだった女性アナウンサー・渡邊佐和子を番組キャスターに起用し、本番組では初めて番組キャスターが女性2人となった。
- 朝枠の改編に伴い2010年度から番組が僅か25分に短縮された。またその数か月ほど前から「おでかけ情報」バックに登場した猫2匹が、新年度から正式に番組キャラクターとなっている。この猫の正体は福岡市在住の畑中春奈が手掛けた「そいねこ(SOYNEKO)」シリーズのうち、オスの「きなこ」とその姉「おから」で、お出かけ情報コーナーにおいて畑中の手によるユーモラスなCGアニメーションが背景となっており、毎月更新される度に米谷が告知している。
- なお、2014年度の番組改定に伴い、1993年4月10日の開始以来21年間にわたって続いてきた「おはようサタデー九州沖縄」という番組タイトルから「おはサタ!」に変更し、再出発された[2][1]。

## 放送時間
- 2007年3月31日
土曜日　7:35 - 8:13
2007年4月7日 - 2010年3月27日
土曜日　7:36 - 8:13
2010年4月3日 - 2014年3月29日
土曜日　7:35 - 8:00

## 主なコーナー
- 九州・沖縄のニュース
- 中継…たまにある米谷外出時はサタデートークを内包し、これがメインに
- サタデートーク…九州・沖縄出身あるいはゆかりの深い著名人に話を聞くコーナー。時短により不定期化
- 西日本の旅…関西以西の各放送局持ち回り制作による「小旅行」番組。時短により不定期化され、主に九州・沖縄エリアを取り上げた回の放送が中心となった
- 週末お出かけ情報…九州・沖縄各県で週末に開催されるイベントを紹介するコーナー。時短により「西日本の旅」放送週は休止
- 気象情報

## 出演者
- 柴田拓（2011年4月から）
- 米谷奈津子（2007年4月から）
- NHK九州・沖縄各局のアナウンサー（米谷外出時に相方を務める）

### 過去の出演者
アナウンサー
- 井原陽介（現在東京アナウンス室所属のアナウンサー。西口外出時はニュース・天気担当として留守番。 - 2007年3月）
- 塩澤大輔（2007・2008年度）
- 田中秀喜（現在は2度目の福岡局勤務、2001年度[3]）
- 原口雅臣（東京アナウンス室を経て、2009年初任地の宮崎局に復帰。2013年に北九州局に赴任）
- 原田徹（2007年福岡県に戻る。2回目の福岡勤務時に担当）
- 廣瀬智美（鹿児島局勤務時の2006年8月19日、夏休みの関係などもあり、例外的に西口の相方を担当）
- 渡邊佐和子（2009年度）
- 大石真弘（2010年度）

契約キャスター
- 木村朋子（当時福岡局キャスター）
- 西口久美子（元福岡局キャスター。 - 2007年3月）